# 巴基斯坦决议日纪念塔
巴基斯坦决议日纪念塔（烏爾都語： / [Mīnār-i Pākistān] 错误：{{Transl}}：无法识别语言／字母代码 urdu（帮助））位于巴基斯坦第二大城市拉合尔，该国最大的城市公园之一Iqbal公园。该塔建于1960年代，正是在此处，1940年3月23日，全印穆斯林联盟通过拉合尔决议，首次正式呼吁生活在南亚的穆斯林成立一个单独的国家，称为“两个国家理论”。
该塔呈现出莫卧儿王朝、伊斯兰和现代建筑的风格。
该建筑奠基于1960年3月23日，完成于1968年10月31日，估计成本7,058,000。资金来源于对于电影和赛马门票征收的额外的税。今天，游客可以爬楼梯或乘电梯登上尖塔俯瞰全景。周围的公园包括大理石喷泉和一个人工湖。